# Pinak Ranjan Chakravarty
Pinak Ranjan Chakravarty es un diplomático, indio retirado.
- En 1976 fue Ataché en la State Bank of India.
- En 1977 se unió al Servicio Indio de Relaciones Exteriores.
- Fue empleado en El Cairo, Yeda y en 1985 secretario de Alta Comisión en Londres.
- En el Ministerio de Asuntos Exteriores (India) fue Jefe Adjunto de Protocolo, Secretario Adjunto / Director de la División América.
- De 1994 a 1995 fue Cónsul General en Karachi cuando el Gobierno de Pakistán le declaró Persona non grata y cerró el Consulado.
- En 1995 fue director del departamento Asociación Sudasiática para la Cooperación Regional del Ministerio de Asuntos Exteriores (India).
- De 1995 a 1999 fue enviado de embajada en Tel Aviv, donde fue Shivshankar Menon embajador.
- De 1999 a 2002 fue Alto Comisionado en Daca.
- De 2002 a 2006 fue jefe de protocolo.
- En el Ministerio de Asuntos Exteriores (India) fue Secretario de Relaciones Económicas y secretario Especial de diplomacia Pública.
- Fue designado embajador en los Filipinas, pero antes de llegar a Manila fue designado Alto Comisionado en Daca (Bangladés), donde quedó de 2007 a 2009.
- De 2010 a 2011 fue embajador en Bangkok (Tailandia).
- És un miembro de la en:Observer Research Foundation.[1]

## Chakravarty
en:Chakravarty চক্রবর্তী es un apellido que significa "Rey del país 'o' Emperador ' de los bengalíes, personas Assamese y Punjabi en los estados indios de Bengala Occidental, Assam y Tripura. Las personas con el apellido Chakraborty son una casta de los brahmanes o bengalíes Kshatriyas. Sin embargo, el apellido Punjabi es específicamente Chakravarty (antes Chikar) y las personas con este apellido son una casta de Kshatriyas (clasificado bajo el subcasta Arora)